# Llamada a casa
Las llamadas a casa son comunicaciones entre aplicaciones o hardware instalado en ambientes de usuario final y sus fabricantes o desarrolladores. Estas pueden tener propósitos de control de acceso, como por ejemplo transmitir una clave de autorización. También pueden tener como objetivo fines comerciales, como el rootkit de Sony BMG, que transmitía hacia Sony un hash del CD actualmente en reproducción; o un grabador de vídeo personal que informa de los hábitos de visionado. Sistemas informáticos de gama alta como computadoras centrales han tenido desde hace muchos años funciones de "llamadas a casa", para alertar al fabricante de problemas de hardware con las computadoras centrales o con subsistemas de discos de almacenamiento.[cita requerida]
El tráfico puede viajar cifrado para dificultar o hacer poco viable para el usuario final averiguar qué datos están siendo transmitidos.
De cierto modo, cada vez que un usuario visita una página web o cualquier otro tipo de servidor remoto se está realizando una "llamada a casa", ya que la dirección IP de la computadora del usuario es enviada al servidor web. El uso de gráficos en una página web establece conexiones remotas, posiblemente de distintos lugares, que pueden ser usadas para rastreado, como en el caso de los web bugs. 